# Pałykawiczy 2
Pałykawiczy 2 (biał. Палыкавічы 2; ros. Полыковичи 2, pol. hist. Połykowicze) – wieś na Białorusi, w obwodzie mohylewskim, w rejonie mohylewskim, w sielsowiecie Pałykawiczy, przy linii kolejowej Orsza – Mohylew. Od południowego wschodu graniczy z Mohylewem.
Do 1917 położone były w Rosji, w guberni mohylewskiej, w powiecie mohylewskim. Następnie w granicach Związku Sowieckiego. Od 1991 w niepodległej Białorusi.